# Павлов, Сергей Васильевич
Се́ргей Васи́льевич Па́влов (настоящее имя — Ерофе́й; 4 октября 1896 — 17 июня 1944) — один из лидеров коллаборационистского антисоветского казачьего движения в период Второй мировой войны и основателей Казачьего Стана, генерал-майор вермахта (1944, посмертно).

## Биография
Родился 4 октября 1896 года в станице Екатерининской, Первого Донского округа, Области Войска Донского, в семье войскового старшины Василия Михайловича Павлова и Евдокии Семеновны Павловой (урожденная Грекова — дочь священника).
Окончил Донской Императора Александра III кадетский корпус и Николаевское кавалерийское училище (выпуск 1915 года).

### 1915—1920
Службу начал в 1915 году хорунжим в 47-й Донском казачьем полку. В конце 1916 года был командирован в Винницкую школу военных лётчиков и зачислен в состав Императорского ВВФ России.
Во время Первой мировой войны сражался на Юго-Западном фронте. За отвагу в боях он был награждён георгиевским крестом.
После Октябрьской революции возвратился на Дон, где вступил в отряд донских антибольшевистских партизан — но вскоре был тяжело ранен и отправлен на лечение в станицу Константиновскую.
Весной 1918 года, во время общего восстания донских казаков, оказался в их рядах, участвовал в освобождении Новочеркасска Походным атаманом Войска Донского П. Х. Поповым.
Затем служил в броневых частях (в чине есаула командовал бронепоездом «Казак») и авиации Донской армии (Донских воздушных войсках). К 1920 году (вероятно, в Крыму) дослужился до чина полковника.

### 1920—1942
Не сумев эвакуироваться из Новороссийска в марте 1920 года, остался в Советской России, перешёл на нелегальное положение, по фальшивыми документами работал то бухгалтером, то чертёжником. В 1936 году был арестован, но не опознан — и освобождён.
К 1939 году прошёл заочный курс технической школы и получил аттестат инженера-конструктора, вскоре после чего устроился инженером на паровозостроительный завод «Локомотив» в Новочеркасске, где организовал подпольную антибольшевистскую организацию «Штаб освобождения Дона».

### 1942—1944
Летом 1942 года, после занятия немцами Новочеркасска, вместе с другими казачьими офицерами предложил немецкому командованию помощь донских казаков в борьбе с советскими войсками, получив у немцев разрешения на формирование Донского Войскового штаба и строевых казачьих частей. Приставленный к нему связной офицер, капитан Мюллер, обеспечивал ему доступ к запасам оружия, обмундирования и провизии, захваченным у Красной Армии. К концу 1942 года Павлов сформировал пластунскую сотню и 1-й Донской казачий полк.
После успешного наступления Красной Армии в феврале 1943 года возглавил отступление казаков в качестве Походного атамана Войска Донского.
В июле 1943 года в Кировограде из остатков сил, насчитывавших до 3000 казаков, сформировал два новых полка — 8-й и 9-й, имевших, вероятно, общую нумерацию с полками 1-й дивизии. К концу осени 1943 года в подчинении Павлова находилось уже 18 000 казаков (включая гражданских лиц — женщин и детей), образовавших так называемый Казачий Стан, походным атаманом которого он стал.
В марте 1944 года Казачий Стан в связи с опасностью советского окружения начал продвижение на запад — до Сандомира, а затем по железной дороге был перевезен в Белоруссию на антипартизанский фронт.
Убит 17 июня 1944 года неподалёку от города Новогрудка.
По официальной версии, был «по ошибке» принят белорусскими полицейскими за партизана, как впоследствии сказал Т. Н. Доманов. По другой версии, убит своим адъютантом, сотником Д. В. Богачёвым, который позднее был разоблачён как советский агент и расстрелян 3 июля 1944 года.
Посмертно немецкое командование присвоило Павлову звание генерал-майора вермахта. Телеграмма от П. Н. Краснова с соответствующим указом была вручена генералу Доманову во время похорон Павлова.